# Blechnum linguifolium
Blechnum linguifolium là một loài dương xỉ trong họ Blechnaceae. Loài này được Stokes mô tả khoa học đầu tiên năm 1812.
Danh pháp khoa học của loài này chưa được làm sáng tỏ. 

## Hình ảnh

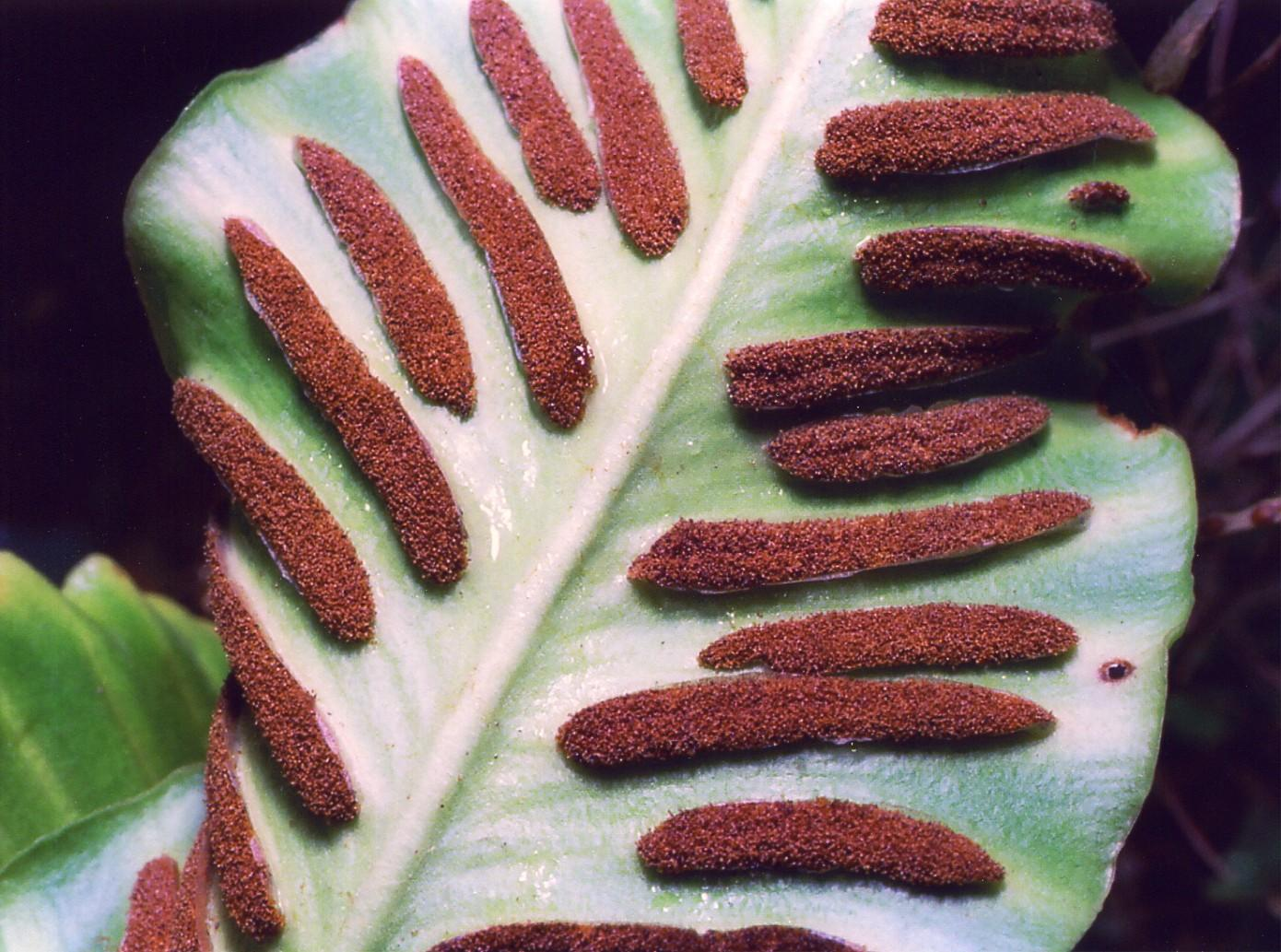
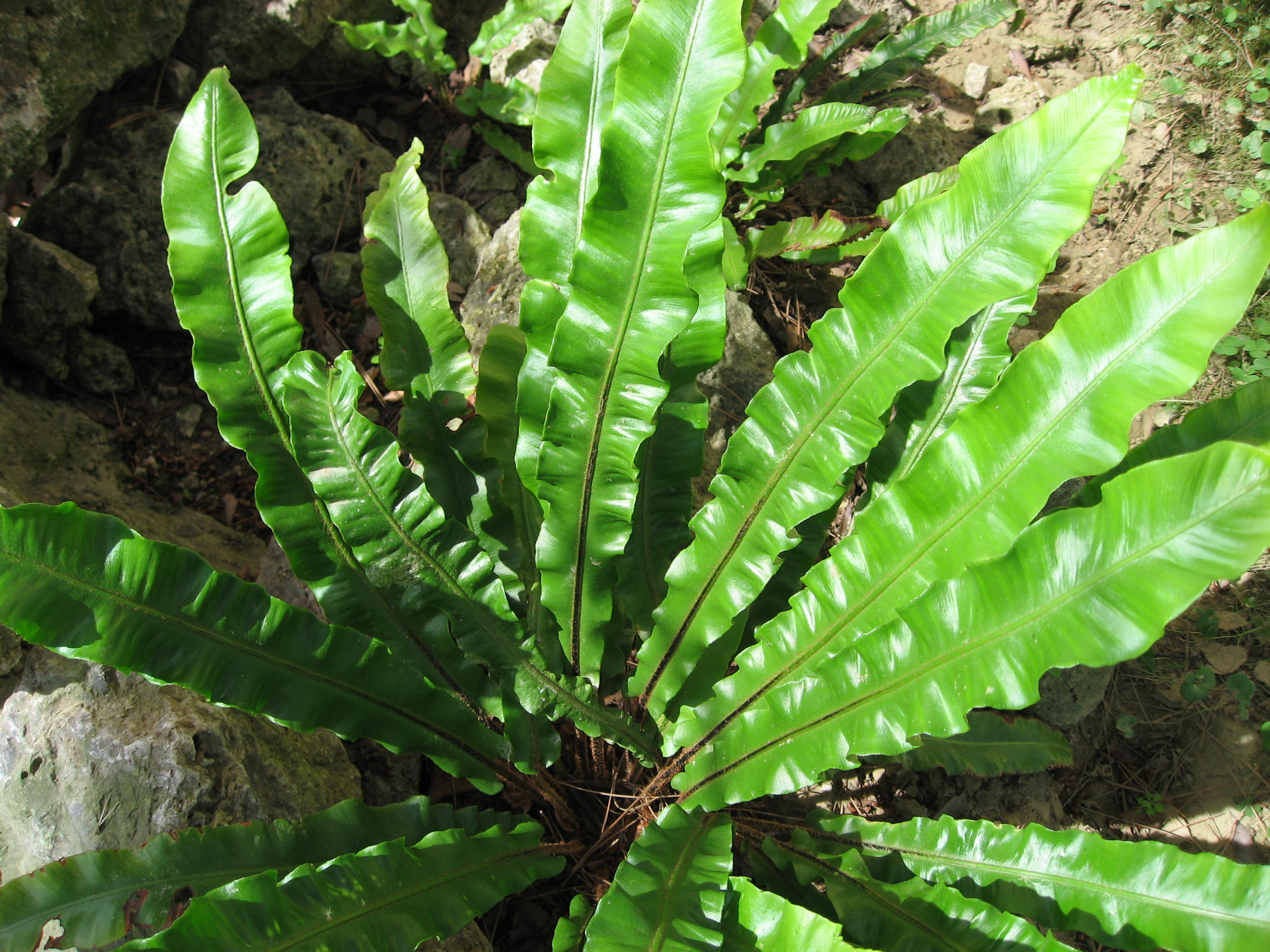